# Klaus Nothnagel
Klaus Nothnagel (* 1955 in Lübeck) ist ein deutscher Autor, Moderator, Schauspieler und Komponist. Er arbeitet außerdem als Lehrer im Bereich „Deutsch für Ausländer“.

## Leben
Klaus Nothnagel studierte Germanistik, Theaterwissenschaft und Philosophie. Er war bei der taz zusammen mit Renée Zucker als Redakteur der Medienseite tätig.
Im Jahr 1985 erarbeitete Nothnagel zusammen mit der Schauspielerin Claudia Burckhardt und dem Dramaturgen Wolfgang Kröske den Lieder-und-Texte-Abend Ihr nennt uns Menschen? Wartet noch damit!, der u. a. an der Volksbühne Berlin (DDR); Schauspiel Köln; Schiller-Theater (Werkstatt) und am Theater am Neumarkt Zürich gespielt wurde. 1995, zum 10. Jahrestag der Uraufführung, würde die Produktion noch einmal in Berlin gezeigt.
1986 engagierte ihn der Radiosender RIAS 2 als Glossenautor und Kolumnisten. Als humoristischer Autor war Nothnagel von 1989 bis 1991 Mitglied der Satire-Truppe Höhnende Wochenschau. Von 1995 bis 2003 war er Moderator der Kultursendung Kunst & Co. beim Sender Deutsche Welle TV. In dieser Zeit hatte er für ca. zwei Jahre die Essens-Kolumne „Nothnagels Nahrungssuche“ bei „myth.“.
1996 war Nothnagel als Co-Regisseur an Christine Marx’ selbstverfasstem Stück Morgen machen wir uns einen Namen beteiligt, das unter der Moltkebrücke in Berlin-Mitte gespielt wurde.
Seit Beginn der Nuller-Jahre betätigt sich Nothnagel auch als Musiker, Erzähler und Schauspieler in Kinderstücken des Theaters „sinn & ton“, das von seiner Ehefrau Christine Marx geleitet wird.
2003 war er Kandidat in der Sendung "Wer wird Millionär?".
Von 2003 bis 2006 war er regelmäßig bei Arnulf Ratings „Blauem Montag“ mit Diavorträgen über Berliner Bezirke zu sehen. Beim „Blauen Mittwoch“ in Frankfurt (Oder) tritt er bis heute mit humoristisch-satirischen Diavorträgen über Orte im Land Brandenburg auf. Während der „Blaue Mittwoch“ bis heute (2019) weiterläuft, erlebte der „Blaue Montag“ eine siebeneinhalb Jahre lange Pause: Von Juni 2006 (Fußball-WM in Deutschland, Publikumsschwund)bis zum Wiederbeginn Anfang 2014, nun in den Berliner „Wühlmäusen“. Moderation: Arnulf Rating.
Ab 2005 spielte Nothnagel in mehreren Soaps bzw. Telenovelas des deutschen Fernsehens – u. a. den Tankwart in „Julia - Wege zum Glück“ (ZDF). Im ZDF-Krimi „Der Tote im Spreewald“ wirkte er als Knecht auf einem krisengeschüttelten Bauernhof mit.
Ab 1993 trat er solo mit der Lesung eigener Texte vors Publikum. Titel der Lese-Abende u. a.: Singvögel im Suff und andere Katastrophen; Japaner, die Japaner beim Fotografieren von Japanern fotografieren und Das Funktelefon unter der Soutane (letzteres mit dem Pianisten Gerhard Herrgott). 2014 feierte er mit seiner Soloshow Heimatkunde sein 30-jähriges Autorenjubiläum. Es folgten weitere Leseabende, bis Nothnagel, unzufrieden mit der Zahl der Besucher, die Solo-Lesungen vorläufig aufgab.
Im Februar 2014 und im Februar 2015 moderierte Nothnagel im Rahmen der Berliner Filmfestspiele die Preisverleihung des Hoffnungsschimmer-Fairness-Preises für den Verband der Filmschaffenden. Im Mai 2019 nahm er an einer Gruppenlesung zum 30-jährigen Bestehen der Lesebühnen-Bewegung teil (Literaturhaus West-Berlin).
Klaus Nothnagel ist seit 1992 mit der Schauspielerin Christine Marx verheiratet und hat mit ihr eine Tochter (geboren 2001). Er lebt seit 1977 in Berlin.
| Personendaten    | Personendaten                                          |
| ---------------- | ------------------------------------------------------ |
| NAME             | Nothnagel, Klaus                                       |
| KURZBESCHREIBUNG | deutscher Autor, Moderator, Schauspieler und Komponist |
| GEBURTSDATUM     | 1955                                                   |
| GEBURTSORT       | Lübeck                                                 |